# August von Kleist
August Christoph Viktor von Kleist (19 tháng 2 năm 1818 tại Perkuiken – 14 tháng 5 năm 1890 tại Potsdam) là một Thiếu tướng quân đội Phổ, đã từng được giao nhiệm vụ phòng ngự bờ biển trong cuộc Chiến tranh Schleswig lần thứ nhất (1848 – 1851), gia cố một số pháo đài của Phổ trong cuộc chiến tranh với Áo (1866) và tham gia một số hoạt động quân sự quan trọng trong cuộc Chiến tranh Pháp-Đức (1870 – 1871).

## Tiểu sử

### Thân thế
August von Kleist sinh vào ngày 19 tháng 2 năm 1818 tại Perkuiken, trong nhánh Damen của một đại gia đình quý tộc lâu đời vùng Pommern. Ông là con trai thứ tư của Trưởng quan kỵ binh Vương quốc Phổ Christoph Albrecht Leopold von Kleist (1789 – 1824), điền chủ Perkuiken, với bà Emilie von Steinwehr (1790 – 1871).

### Sự nghiệp quân sự
Một phần là do khó khăn về tài chính của gia đình ông sau khi thân phụ ông mất sớm, August von Kleist quyết định theo đuổi sự nghiệp nhà binh. Ông đã gia nhập quân đoàn Thiếu sinh quân Phổ và được các trường thiếu sinh quân ở Kulm trên Weichsel và ở Berlin. Vào ngày 12 tháng 8 năm 1835, ông được phong cấp hàm Thiếu úy và được sung vào Lữ đoàn Pháo binh số 1. Kể từ năm 1842 cho đến năm 1847, ông là quản lý kho đạn pháo ở Königsberg, thủ phủ tỉnh Đông Phổ. Tiếp theo đó, vào năm 1848, ông được điều đến Memel để triển khai các khẩu đội pháo ngoài khơi, phòng khi hạm đội Đan Mạch tấn công Memel trong cuộc Chiến tranh Đức-Đan Mạch về vấn đề Schleswig-Holstein. Cũng trong năm 1848, sau khi hoàn thành nhiệm vụ của mình, ông được lên quân hàm Thiếu úy và được phong chức sĩ quan phụ tá lữ đoàn. Trên cương vị này, ông đã nhận thấy sự yếu kém về tổ chức của quân đội Phổ trong cuộc tổng động viên vào năm 1850. Bất bình trước tình hình đó, ông viết một cuốn sách mỏng mang tên Yêu cầu về việc chấn chỉnh quân đội ta (tiếng Đức: die Notwendigkeit einer Modification unserer Armeeorganisation). Bộ Chỉ huy quân đội đã ra huấn dụ cấm các hiệu sách bán cuốn sách mỏng này. Mặc dù vậy, ông vãn được ủy nhiệm làm tham vấn Ủy ban Khảo sát Pháo binh (Artillerie-Prüfungs-Commission) tại kinh đô Berlin vào năm 1851 rồi được thăng cấp bậc Đại úy vào năm 1852. Sau hoàn thành nhiệm vụ của mình ở Berlin, ông được trở lại phục vụ tiền tuyến. Vào năm 1856, ông được nhận văn bằng lùi ngày (vordatierten Patent) xác nhận cấp Đại úy hạng I và được phái đến Magdeburg. Ba năm sau (1859), ông được điều đến Wesel đồng thời được lên chức Thiếu tá. Bốn năm sau đó (1863), ông trở lại Magdeburg với chức vụ Tư lệnh Pháo binh, rồi được cử đến Mainz lãnh trọng trách Chỉ huy trưởng Pháo binh Pháo đài Liên bang (Bundesfestung) đồng thời lên chức Thượng tá.
Ba năm sau (1866), ông được thăng chức Đại tá và Chỉ huy trưởng Trung đoàn Pháo binh Trú phòng sớ 5. Cùng năm đó, cuộc Chiến tranh Bảy tuần với Áo bùng nổ và ông được giao nhiệm vụ tăng cường củng cố các pháo đài Glogau, Posen, Thorn cùng với Graudenz trong thời gian chiến tranh. Sau khi cuộc chiến tranh 1866 chấm dứt, ông được nhậm chức Lữ đoàn trưởng Lữ đoàn Pháo binh (Pommern) số 2 vào năm 1868. Sau đó, vào ngày 26 tháng 7 năm 1870, trong khi vẫn đảm nhiệm cương vị này, ông được thăng hàm Thiếu tướng. Chẳng bấy lâu sau, ông đã tham chiến trong cuộc Chiến tranh Pháp-Đức (1870 – 1871) và thể hiện khả năng của mình trong trận Gravelotte đẫm máu vào ngày 18 tháng 8 năm 1870 cũng như trong các cuộc vây hãm Metz và Paris. Tiếp sau đó, ông tham gia chiến dịch tại Jura và sự ác liệt của chiến dịch này đã gây áp lực lớn, khiến cho sức khỏe của ông suy giảm. Với tư cách là một bệnh binh, ông được xuất ngũ (zur Disposition, rời ngũ nhưng sẽ được động viên trở lại khi có chiến tranh) vào năm 1872.
18 năm sau, ông từ trần vào ngày 14 tháng 5 năm 1890 tại thành phố Potsdam.

### Gia đình
Vào ngày 13 tháng 4 năm 1851, August von Kleist kết hôn lần thứ nhất với Emmeline von Morstein (1827 – 1866). Cuộc hôn nhân đã mang lại cho họ bốn người con trai (trong số đó có các tướng Phổ Erwin von Kleist và Alfred von Kleist) và hai nười con gái. Sau khi người vợ đầu của mình mất, ông tái gái với bà Bertha von Ostau (1855 – 1910) vào ngày 15 tháng 10 năm 1869, và cuộc hôn nhân không đem lại cho ông một mụn con nào.

## Phong tặng
- 1869: Huân chương Vương miện hạng II
- 1870: Huân chương Thập tự Sắt hạng II
- 1872: Huân chương Đại bàng Đỏ hạng II
- 1872: Hiệp sĩ Danh dự Huân chương Thánh Johann

## Chủ thích
1. ↑  Genealogisches Handbuch des Adels, Band A XIII, C.A. Starke-Verlag, Limburg, 1975, S. 308 u. 326
2. ↑  Genealogisches Handbuch des Adels, Band A XIII, C.A. Starke-Verlag, Limburg, 1975, S. 325
3. ↑  Gustav Kratz: Die Geschichte des Geschlechts von Kleist, Band III, Nr. 883, S. 479
4. ↑  Gustav Kratz: Die Geschichte des Geschlechts von Kleist, Band III, Nr. 883, S. 479f.
5. ↑  Gustav Kratz: Die Geschichte des Geschlechts von Kleist, Band III, Nr. 883, S. 480
6. ↑  Genealogisches Handbuch des Adels, Band A XIII, C.A. Starke-Verlag, Limburg, 1975, S. 327